# Leandro Vissotto Neves
Leandro Vissotto Neves (* 30. April 1983 in São Paulo) ist ein brasilianischer Volleyballspieler.

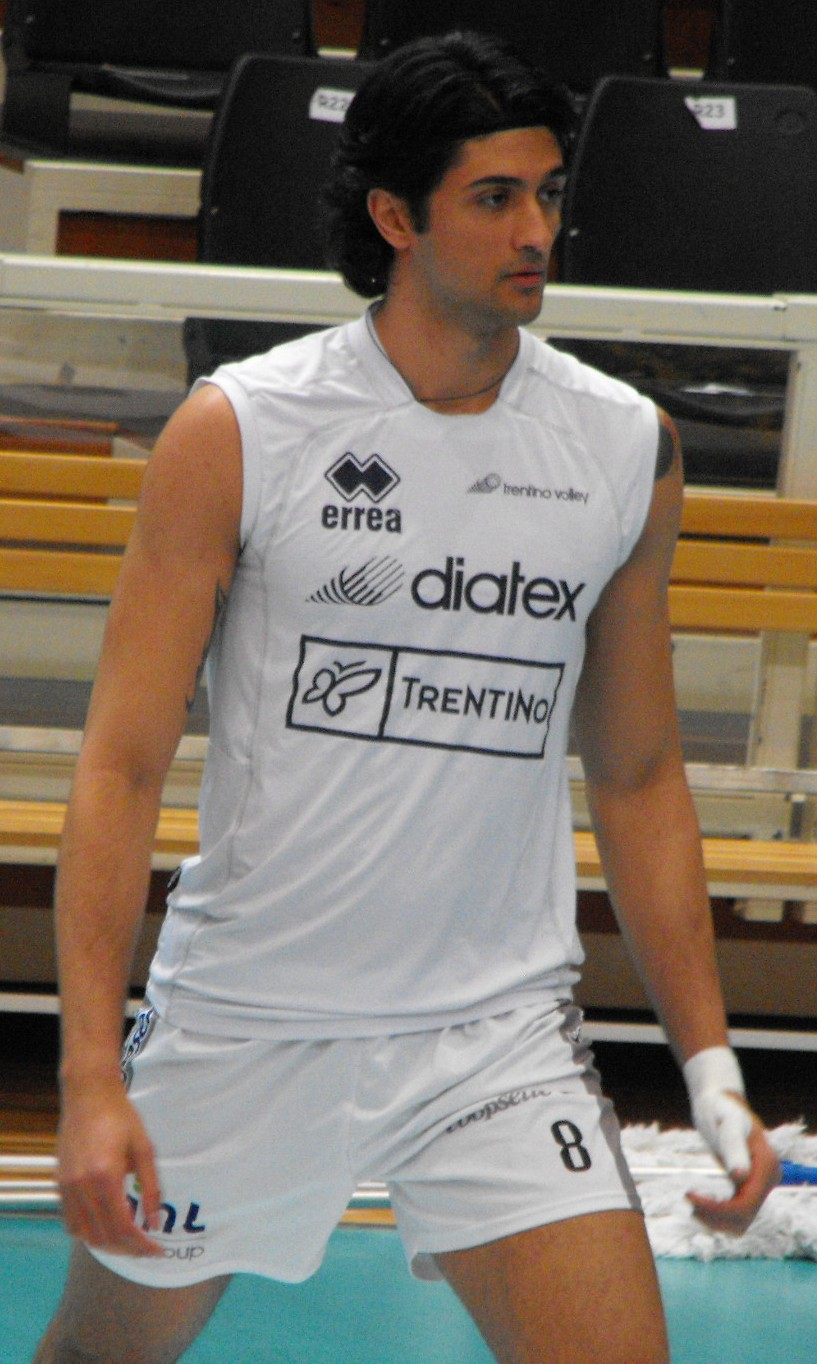
2009 bei Trentino

## Karriere
Vissotto Neves begann seine Karriere 1995 im Nachwuchs von Flamengo Rio de Janeiro. In seinem letzten Jahr bei Flamengo rückte er in die erste Mannschaft auf. 2000 wechselte er zu Cimed Florianópolis. Im folgenden Jahr gewann der Diagonalangreifer mit dem brasilianischen Nachwuchs die Junioren-Weltmeisterschaft. Im gleichen Jahr debütierte er in der A-Nationalmannschaft. Von 2002 bis 2006 spielte er im jährlichen Wechsel für vier weitere Vereine in Brasilien. Mit der Nationalmannschaft gewann Vissotto Neves die Weltliga 2003 und 2006. Nach dem zweiten Triumph wechselte er zum italienischen Erstligisten Maggiora Latina. In der folgenden Saison spielte er für den Ligakonkurrenten Prisma Taranto. 2008 wurde der Diagonalangreifer von Trentino Volley verpflichtet. Mit Trentino siegte er 2009 im Finale der Champions League gegen Iraklis Thessaloniki. Die Brasilianer waren im gleichen Jahr wieder in der Weltliga erfolgreich und wurden zudem Südamerikameister. 2010 wurde Trentino mit Vissotto Neves italienischer Pokalsieger und verteidigte den Titel in der Champions League durch einen Sieg im Endspiel gegen VK Dynamo Moskau. Die Nationalmannschaft wiederholte den Sieg in der Weltliga. Bei der Weltmeisterschaft in Italien setzten sich die Brasilianer im Finale gegen Kuba durch. Bei den Olympischen Spielen 2012 in London gewann Vissotto Neves mit Brasilien die Silbermedaille.